# НБА в сезоні 2001–2002
Сезон НБА 2001–2002 був 56-им сезоном в Національній баскетбольній асоціації. Переможцями сезону стали «Лос-Анджелес Лейкерс», які здолали у фінальній серії «Нью-Джерсі Нетс».

## Регламент змагання
Участь у сезоні брали 29 команд, розподілених між двома конференціями — Східною і Західною, кожна з яких у свою чергу складалася з двох дивізіонів.
По ходу регулярного сезону кожна з команд-учасниць провела по 82 гри (по 41 грі на власному майданчику і на виїзді).
До раунду плей-оф виходили по вісім найкращих команд кожної з конференцій, причому переможці дивізіонів посідали місця угорі турнірної таблиці конференції, навіть при гірших результатах, ніж у команд з інших дивізіонів, які свої дивізіони не виграли. Плей-оф відбувався за олімпійською системою, за якою найкраща команда кожної конференції починала боротьбу проти команди, яка посіла восьме місце у тій же конференції, друга команда конференції — із сьомою, і так далі. У першому раунді плей-оф переможець кожної пари визначався у серії ігор, яка тривала до трьох перемог однієї з команд. У подальших раундах, включаючи фінали конференцій, для перемоги у кожній парі команді потрібно було виграти чотири зустрічі.
Чемпіони кожної з конференцій, що визначалися на стадії плей-оф, для визначення чемпіона НБА зустрічалися між собою у Фіналі, що складався із серії ігор до чотирьох перемог.

## Регулярний сезон
Регулярний сезон тривав з 30 жовтня 2001 – 17 квітня 2002, найкращий результат по його завершенні мали «Сакраменто Кінґс».

### Підсумкові таблиці за дивізіонами
| Атлантичний                     | В  | П  | %П   | Відст | Дом   | Гост  | Див   |
| ------------------------------- | -- | -- | ---- | ----- | ----- | ----- | ----- |
| y-«Нью-Джерсі Нетс»             | 52 | 30 | .634 | –     | 33–8  | 19–22 | 16–8  |
| x-«Бостон Селтікс»              | 49 | 33 | .598 | 3     | 27–14 | 22–19 | 17–7  |
| x-«Орландо Меджик»              | 44 | 38 | .537 | 8     | 27–14 | 17–24 | 12–12 |
| x-«Філадельфія Севенті-Сіксерс» | 43 | 39 | .524 | 9     | 22–19 | 21–20 | 14–11 |
| «Вашингтон Візардс»             | 37 | 45 | .451 | 15    | 22–19 | 15–26 | 12–13 |
| «Маямі Гіт»                     | 36 | 46 | .439 | 16    | 18–23 | 18–23 | 10–14 |
| «Нью-Йорк Нікс»                 | 30 | 52 | .366 | 22    | 19–22 | 11–30 | 4–20  |

| Центральний          | В  | П  | %П   | Відст | Дом   | Гост  | Див   |
| -------------------- | -- | -- | ---- | ----- | ----- | ----- | ----- |
| y-«Детройт Пістонс»  | 50 | 32 | .610 | –     | 26–15 | 24–17 | 20–8  |
| x-«Шарлотт Горнетс»  | 44 | 38 | .537 | 6     | 21–20 | 23–18 | 17–11 |
| x-«Торонто Репторз»  | 42 | 40 | .512 | 8     | 24–17 | 18–23 | 17–11 |
| x-«Індіана Пейсерз»  | 42 | 40 | .512 | 8     | 25–16 | 17–24 | 13–15 |
| «Мілвокі Бакс»       | 41 | 41 | .500 | 9     | 25–16 | 16–25 | 17–11 |
| «Атланта Гокс»       | 33 | 49 | .402 | 17    | 23–18 | 10–31 | 11–17 |
| «Клівленд Кавальєрс» | 29 | 53 | .354 | 21    | 20–21 | 9–32  | 12–16 |
| «Чикаго Буллз»       | 21 | 61 | .256 | 29    | 14–27 | 7–34  | 5–23  |

| Середньо-Західний         | В  | П  | %П   | Відст | Дом   | Гост  | Див  |
| ------------------------- | -- | -- | ---- | ----- | ----- | ----- | ---- |
| y-«Сан-Антоніо Сперс»     | 58 | 24 | .707 | –     | 32–9  | 26–15 | 21–3 |
| x-«Даллас Маверікс»       | 57 | 25 | .695 | 1     | 30–11 | 27–14 | 16–8 |
| x-«Міннесота Тімбервулвз» | 50 | 32 | .610 | 8     | 29–12 | 21–20 | 15–9 |
| x-«Юта Джаз»              | 44 | 38 | .537 | 14    | 25–16 | 19–22 | 8–16 |
| «Х'юстон Рокетс»          | 28 | 54 | .341 | 30    | 18–23 | 10–31 | 9–15 |
| «Денвер Наггетс»          | 27 | 55 | .329 | 31    | 20–21 | 7–34  | 8–16 |
| «Мемфіс Ґріззліс»         | 23 | 59 | .280 | 35    | 15–26 | 8–33  | 7–17 |

| Тихоокеанський              | В  | П  | %П   | Відст | Дом   | Гост  | Див   |
| --------------------------- | -- | -- | ---- | ----- | ----- | ----- | ----- |
| y-«Сакраменто Кінґс»        | 61 | 21 | .744 | –     | 36–5  | 25–16 | 15–9  |
| x-«Лос-Анджелес Лейкерс»    | 58 | 24 | .707 | 3     | 34–7  | 24–17 | 16–8  |
| x-«Портленд Трейл-Блейзерс» | 49 | 33 | .598 | 12    | 30–11 | 19–22 | 14–10 |
| x-«Сіетл Суперсонікс»       | 45 | 37 | .549 | 16    | 26–15 | 19–22 | 13–11 |
| «Лос-Анджелес Кліпперс»     | 39 | 43 | .476 | 22    | 25–16 | 14–27 | 9–15  |
| «Фінікс Санз»               | 36 | 46 | .439 | 25    | 23–18 | 13–28 | 12–12 |
| «Голден-Стейт Ворріорс»     | 21 | 61 | .256 | 40    | 14–27 | 7–34  | 5–19  |

### Підсумкові таблиці за конференціями
| #  | Східна                           | Східна | Східна | Східна | Східна |
| #  | Команда                          | В      | П      | %П     | Відст  |
| -- | -------------------------------- | ------ | ------ | ------ | ------ |
| 1  | c-«Нью-Джерсі Нетс»              | 52     | 30     | .634   | –      |
| 2  | y- «Детройт Пістонс»             | 50     | 32     | .610   | 2      |
| 3  | x-«Бостон Селтікс»               | 49     | 33     | .598   | 3      |
| 4  | x-«Шарлотт Горнетс»              | 44     | 38     | .537   | 8      |
| 5  | x-«Орландо Меджик»               | 44     | 38     | .537   | 8      |
| 6  | x- «Філадельфія Севенті-Сіксерс» | 43     | 39     | .524   | 9      |
| 7  | x-«Торонто Репторз»              | 42     | 40     | .512   | 10     |
| 8  | x-«Індіана Пейсерз»              | 42     | 40     | .512   | 10     |
|    |                                  |        |        |        |        |
| 9  | «Мілвокі Бакс»                   | 41     | 41     | .500   | 11     |
| 10 | «Вашингтон Візардс»              | 37     | 45     | .451   | 15     |
| 11 | «Маямі Гіт»                      | 36     | 46     | .439   | 16     |
| 12 | «Атланта Гокс»                   | 33     | 49     | .402   | 19     |
| 13 | «Нью-Йорк Нікс»                  | 30     | 52     | .366   | 22     |
| 14 | «Клівленд Кавальєрс»             | 29     | 53     | .354   | 23     |
| 15 | «Чикаго Буллз»                   | 21     | 61     | .256   | 31     |

| #  | Західна                     | Західна | Західна | Західна | Західна |
| #  | Команда                     | В       | П       | %П      | Відст   |
| -- | --------------------------- | ------- | ------- | ------- | ------- |
| 1  | z-«Сакраменто Кінґс»        | 61      | 21      | .744    | –       |
| 2  | y-«Сан-Антоніо Сперс»       | 58      | 24      | .707    | 3       |
| 3  | x-«Лос-Анджелес Лейкерс»    | 58      | 24      | .707    | 3       |
| 4  | x-«Даллас Маверікс»         | 57      | 25      | .695    | 4       |
| 5  | x-«Міннесота Тімбервулвз»   | 50      | 32      | .610    | 11      |
| 6  | x-«Портленд Трейл-Блейзерс» | 49      | 33      | .598    | 12      |
| 7  | x-«Сіетл Суперсонікс»       | 45      | 37      | .549    | 16      |
| 8  | x-«Юта Джаз»                | 44      | 38      | .537    | 17      |
|    |                             |         |         |         |         |
| 9  | «Лос-Анджелес Кліпперс»     | 39      | 43      | .476    | 22      |
| 10 | «Фінікс Санз»               | 36      | 46      | .439    | 25      |
| 11 | «Х'юстон Рокетс»            | 28      | 54      | .341    | 33      |
| 12 | «Денвер Наггетс»            | 27      | 55      | .329    | 34      |
| 13 | «Мемфіс Ґріззліс»           | 23      | 59      | .280    | 38      |
| 14 | «Голден-Стейт Ворріорс»     | 21      | 61      | .256    | 40      |

Легенда:
- z – Найкраща команда регулярного сезону НБА
- c – Найкраща команда конференції
- y – Переможець дивізіону
- x – Учасник плей-оф

## Плей-оф
Переможці пар плей-оф позначені жирним. Цифри перед назвою команди відповідають її позиції у підсумковій турнірній таблиці регулярного сезону конференції. Цифри після назви команди відповідають кількості її перемог у відповідному раунді плей-оф. Курсивом позначені команди, які мали перевагу власного майданчику (принаймні потенційно могли провести більшість ігор серії вдома).
|  | Перший раунд        | Перший раунд                  | Перший раунд           |   |                        | Півфінали конференції  | Півфінали конференції | Півфінали конференції |  |    | Фінали конференції  | Фінали конференції | Фінали конференції |  |    | Фінал НБА          | Фінал НБА | Фінал НБА |
|  |                     |                               |                        |   |                        |                        |                       |                       |  |    |                     |                    |                    |  |    |                    |           |           |
|  | E1                  | «Нью-Джерсі Нетс»*            | 3                      |   |                        |                        |                       |                       |  |    |                     |                    |                    |  |    |                    |           |           |
|  | E8                  | «Індіана Пейсерз»             | 2                      |   |                        |                        |                       |                       |  |    |                     |                    |                    |  |    |                    |           |           |
|  | E8                  | «Індіана Пейсерз»             | 2                      |   | E1                     | «Нью-Джерсі Нетс»*     | 4                     |                       |  |    |                     |                    |                    |  |    |                    |           |           |
|  |                     |                               |                        |   | E1                     | «Нью-Джерсі Нетс»*     | 4                     |                       |  |    |                     |                    |                    |  |    |                    |           |           |
|  |                     | E4                            | «Шарлотт Горнетс»      | 1 |                        |                        |                       |                       |  |    |                     |                    |                    |  |    |                    |           |           |
|  | E4                  | E4                            | «Шарлотт Горнетс»      | 1 | «Шарлотт Горнетс»      | 3                      |                       |                       |  |    |                     |                    |                    |  |    |                    |           |           |
|  | E4                  |                               |                        |   | «Шарлотт Горнетс»      | 3                      |                       |                       |  |    |                     |                    |                    |  |    |                    |           |           |
|  | E5                  | «Орландо Меджик»              | 1                      |   |                        |                        |                       |                       |  |    |                     |                    |                    |  |    |                    |           |           |
|  | E5                  | «Орландо Меджик»              | 1                      |   |                        |                        |                       |                       |  | E1 | «Нью-Джерсі Нетс»*  | 4                  |                    |  |    |                    |           |           |
|  | Східна конференція  |                               |                        |   |                        |                        |                       |                       |  | E1 | «Нью-Джерсі Нетс»*  | 4                  |                    |  |    |                    |           |           |
|  |                     | E3                            | «Бостон Селтікс»       | 2 |                        |                        |                       |                       |  |    |                     |                    |                    |  |    |                    |           |           |
|  | E3                  | E3                            | «Бостон Селтікс»       | 2 | «Бостон Селтікс»       | 3                      |                       |                       |  |    |                     |                    |                    |  |    |                    |           |           |
|  | E3                  |                               |                        |   | «Бостон Селтікс»       | 3                      |                       |                       |  |    |                     |                    |                    |  |    |                    |           |           |
|  | E6                  | «Філадельфія Севенті-Сіксерс» | 2                      |   |                        |                        |                       |                       |  |    |                     |                    |                    |  |    |                    |           |           |
|  | E6                  | «Філадельфія Севенті-Сіксерс» | 2                      |   | E3                     | «Бостон Селтікс»       | 4                     |                       |  |    |                     |                    |                    |  |    |                    |           |           |
|  |                     |                               |                        |   | E3                     | «Бостон Селтікс»       | 4                     |                       |  |    |                     |                    |                    |  |    |                    |           |           |
|  |                     | E2                            | «Детройт Пістонс»*     | 1 |                        |                        |                       |                       |  |    |                     |                    |                    |  |    |                    |           |           |
|  | E2                  | E2                            | «Детройт Пістонс»*     | 1 | «Детройт Пістонс»*     | 3                      |                       |                       |  |    |                     |                    |                    |  |    |                    |           |           |
|  | E2                  |                               |                        |   | «Детройт Пістонс»*     | 3                      |                       |                       |  |    |                     |                    |                    |  |    |                    |           |           |
|  | E7                  | «Торонто Репторз»             | 2                      |   |                        |                        |                       |                       |  |    |                     |                    |                    |  |    |                    |           |           |
|  | E7                  | «Торонто Репторз»             | 2                      |   |                        |                        |                       |                       |  |    |                     |                    |                    |  | E1 | «Нью-Джерсі Нетс»* | 0         |           |
|  |                     |                               |                        |   |                        |                        |                       |                       |  |    |                     |                    |                    |  | E1 | «Нью-Джерсі Нетс»* | 0         |           |
|  |                     | W3                            | «Лос-Анджелес Лейкерс» | 4 |                        |                        |                       |                       |  |    |                     |                    |                    |  |    |                    |           |           |
|  | W1                  | W3                            | «Лос-Анджелес Лейкерс» | 4 | «Сакраменто Кінґс»*    | 3                      |                       |                       |  |    |                     |                    |                    |  |    |                    |           |           |
|  | W1                  |                               |                        |   | «Сакраменто Кінґс»*    | 3                      |                       |                       |  |    |                     |                    |                    |  |    |                    |           |           |
|  | W8                  | «Юта Джаз»                    | 1                      |   |                        |                        |                       |                       |  |    |                     |                    |                    |  |    |                    |           |           |
|  | W8                  | «Юта Джаз»                    | 1                      |   | W1                     | «Сакраменто Кінґс»*    | 4                     |                       |  |    |                     |                    |                    |  |    |                    |           |           |
|  |                     |                               |                        |   | W1                     | «Сакраменто Кінґс»*    | 4                     |                       |  |    |                     |                    |                    |  |    |                    |           |           |
|  |                     | W4                            | «Даллас Маверікс»      | 1 |                        |                        |                       |                       |  |    |                     |                    |                    |  |    |                    |           |           |
|  | W4                  | W4                            | «Даллас Маверікс»      | 1 | «Даллас Маверікс»      | 3                      |                       |                       |  |    |                     |                    |                    |  |    |                    |           |           |
|  | W4                  |                               |                        |   | «Даллас Маверікс»      | 3                      |                       |                       |  |    |                     |                    |                    |  |    |                    |           |           |
|  | W5                  | «Міннесота Тімбервулвз»       | 0                      |   |                        |                        |                       |                       |  |    |                     |                    |                    |  |    |                    |           |           |
|  | W5                  | «Міннесота Тімбервулвз»       | 0                      |   |                        |                        |                       |                       |  | W1 | «Сакраменто Кінґс»* | 3                  |                    |  |    |                    |           |           |
|  | Західна конференція |                               |                        |   |                        |                        |                       |                       |  | W1 | «Сакраменто Кінґс»* | 3                  |                    |  |    |                    |           |           |
|  |                     | W3                            | «Лос-Анджелес Лейкерс» | 4 |                        |                        |                       |                       |  |    |                     |                    |                    |  |    |                    |           |           |
|  | W3                  | W3                            | «Лос-Анджелес Лейкерс» | 4 | «Лос-Анджелес Лейкерс» | 3                      |                       |                       |  |    |                     |                    |                    |  |    |                    |           |           |
|  | W3                  |                               |                        |   | «Лос-Анджелес Лейкерс» | 3                      |                       |                       |  |    |                     |                    |                    |  |    |                    |           |           |
|  | W6                  | «Портленд Трейл-Блейзерс»     | 0                      |   |                        |                        |                       |                       |  |    |                     |                    |                    |  |    |                    |           |           |
|  | W6                  | «Портленд Трейл-Блейзерс»     | 0                      |   | W3                     | «Лос-Анджелес Лейкерс» | 4                     |                       |  |    |                     |                    |                    |  |    |                    |           |           |
|  |                     |                               |                        |   | W3                     | «Лос-Анджелес Лейкерс» | 4                     |                       |  |    |                     |                    |                    |  |    |                    |           |           |
|  |                     | W2                            | «Сан-Антоніо Сперс»*   | 1 |                        |                        |                       |                       |  |    |                     |                    |                    |  |    |                    |           |           |
|  | W2                  | W2                            | «Сан-Антоніо Сперс»*   | 1 | «Сан-Антоніо Сперс»*   | 3                      |                       |                       |  |    |                     |                    |                    |  |    |                    |           |           |
|  | W2                  |                               |                        |   | «Сан-Антоніо Сперс»*   | 3                      |                       |                       |  |    |                     |                    |                    |  |    |                    |           |           |
|  | W7                  | «Сіетл Суперсонікс»           | 2                      |   |                        |                        |                       |                       |  |    |                     |                    |                    |  |    |                    |           |           |

* — переможці дивізіонів.

## Лідери сезону за статистичними показниками
| Показник                   | Гравець        | Команда                       | Результат |
| -------------------------- | -------------- | ----------------------------- | --------- |
| Очки за гру                | Аллен Айверсон | «Філадельфія Севенті-Сіксерс» | 31.4      |
| Підбирання за гру          | Бен Воллес     | «Детройт Пістонс»             | 13.0      |
| Передачі за гру            | Андре Міллер   | «Клівленд Кавальєрс»          | 10.9      |
| Перехоплення за гру        | Аллен Айверсон | «Філадельфія Севенті-Сіксерс» | 2.80      |
| Блокування за гру          | Бен Воллес     | «Детройт Пістонс»             | 3.48      |
| % влучань з гри            | Шакіл О'Ніл    | «Лос-Анджелес Лейкерс»        | .579      |
| % влучань штрафних кидків  | Реджі Міллер   | «Індіана Пейсерз»             | .911      |
| % влучань 3-очкових кидків | Стів Сміт      | «Сан-Антоніо Сперс»           | .472      |

## Нагороди НБА

### Щорічні нагороди
- Найцінніший гравець: Тім Данкан, «Сан-Антоніо Сперс»
- Новачок року: Пау Газоль, «Мемфіс Ґріззліс»
- Найкращий захисний гравець: Бен Воллес, «Детройт Пістонс»
- Найкращий шостий гравець: Корлісс Вільямсон, «Детройт Пістонс»
- Найбільш прогресуючий гравець: Джермейн О'Ніл, «Індіана Пейсерз»
- Тренер року: Рік Карлайл, «Детройт Пістонс»
- Менеджер року: Род Торн, «Нью-Джерсі Нетс»
- Приз за спортивну поведінку: Стів Сміт, «Сан-Антоніо Сперс»

| - Перша збірна всіх зірок: - F – Трейсі Макгреді, «Орландо Меджик» - F – Тім Данкан, «Сан-Антоніо Сперс» - C – Шакіл О'Ніл, «Лос-Анджелес Лейкерс» - G – Кобі Браянт, «Лос-Анджелес Лейкерс» - G – Джейсон Кідд, «Нью-Джерсі Нетс» | - Друга збірна всіх зірок: - F – Кевін Гарнетт, «Міннесота Тімбервулвз» - F – Дірк Новіцкі, «Даллас Маверікс» - F – Кріс Веббер, «Сакраменто Кінґс» - G – Гарі Пейтон, «Сіетл Суперсонікс» - G – Аллен Айверсон, «Філадельфія Севенті-Сіксерс» | - Третя збірна всіх зірок - F – Джермейн О'Ніл, «Індіана Пейсерз» - F – Бен Воллес, «Детройт Пістонс» - C – Дікембе Мутомбо, «Філадельфія Севенті-Сіксерс» - G – Пол Пірс, «Бостон Селтікс» - G – Стів Неш, «Даллас Маверікс» |

| - Перша збірна всіх зірок захисту: - F – Тім Данкан, «Сан-Антоніо Сперс» - F – Кевін Гарнетт, «Міннесота Тімбервулвз» - C – Бен Воллес, «Детройт Пістонс» - G – Гарі Пейтон, «Сіетл Суперсонікс» - G – Джейсон Кідд, «Нью-Джерсі Нетс» | - Друга збірна всіх зірок захисту - F – Кліфф Робінсон, «Детройт Пістонс» - F – Брюс Боуен, «Сан-Антоніо Сперс» - C – Дікембе Мутомбо, «Філадельфія Севенті-Сіксерс» - G – Даг Крісті, «Сакраменто Кінґс» - G – Кобі Браянт, «Лос-Анджелес Лейкерс» |

| - Перша збірна новачків: - Шейн Батьєр, «Мемфіс Ґріззліс» - Пау Газоль, «Мемфіс Ґріззліс» - Андрій Кириленко, «Юта Джаз» - Тоні Паркер, «Сан-Антоніо Сперс» - Джейсон Річардсон, «Голден-Стейт Ворріорс» | - Друга збірна новачків: - Едді Гріффін, «Х'юстон Рокетс» - Річард Джефферсон, «Нью-Джерсі Нетс» - Джо Джонсон, «Фінікс Санз» - Владімір Радманович, «Сіетл Суперсонікс» - Желько Ребрача, «Детройт Пістонс» - Джамал Тінслі, «Індіана Пейсерз» |

### Гравець місяця
| Місяць             | Східна конференція                                                      | Західна конференція                           |
| ------------------ | ----------------------------------------------------------------------- | --------------------------------------------- |
| жовтень – листопад | Джейсон Кідд («Нью-Джерсі Нетс») (1/1)                                  | Кобі Браянт («Лос-Анджелес Лейкерс») (1/1)    |
| грудень            | Пол Пірс («Бостон Селтікс») (1/2) Антуан Вокер («Бостон Селтікс») (1/1) | Тім Данкан («Сан-Антоніо Сперс») (1/2)        |
| січень             | Аллен Айверсон («Філадельфія Севенті-Сіксерс») (1/1)                    | Кріс Веббер («Сакраменто Кінґс») (1/1)        |
| лютий              | Трейсі Макгреді («Орландо Меджик») (1/1)                                | Кевін Гарнетт («Міннесота Тімбервулвз») (1/1) |
| березень           | Бен Воллес («Детройт Пістонс») (1/1)                                    | Шон Меріон («Фінікс Санз») (1/1)              |
| квітень            | Пол Пірс («Бостон Селтікс») (2/2)                                       | Тім Данкан («Сан-Антоніо Сперс») (2/2)        |

### Новачок місяця
| Місяць             | Східна конференція                          | Західна конференція                               |
| ------------------ | ------------------------------------------- | ------------------------------------------------- |
| жовтень – листопад | Джамал Тінслі («Індіана Пейсерз») (1/2)     | Пау Газоль («Мемфіс Ґріззліс») (1/3)              |
| грудень            | Брендан Гейвуд («Вашингтон Візардс») (1/1)  | Шейн Батьєр («Мемфіс Ґріззліс») (1/1)             |
| січень             | Річард Джефферсон («Нью-Джерсі Нетс») (1/1) | Пау Газоль («Мемфіс Ґріззліс») (2/3)              |
| лютий              | Трентон Гасселл («Чикаго Буллз») (1/1)      | Джейсон Річардсон («Голден-Стейт Ворріорс») (1/1) |
| березень           | Джамал Тінслі («Індіана Пейсерз») (2/2)     | Пау Газоль («Мемфіс Ґріззліс») (3/3)              |
| квітень            | Желько Ребрача («Детройт Пістонс») (1/1)    | Гілбер Арінас («Голден-Стейт Ворріорс») (1/1)     |

### Тренер місяця
| Місяць             | Тренер                                            |
| ------------------ | ------------------------------------------------- |
| жовтень – листопад | Ларрі Браун («Філадельфія Севенті-Сіксерс») (1/1) |
| грудень            | Даг Коллінс («Вашингтон Візардс») (1/1)           |
| січень             | Рік Аделмен («Сакраменто Кінґс») (1/1)            |
| лютий              | Рік Карлайл («Детройт Пістонс») (1/1)             |
| березень           | Грегг Попович («Сан-Антоніо Сперс») (1/1)         |
| квітень            | Ленні Вілкенс («Торонто Репторз») (1/1)           |